# Egon Schulz
Egon Schulz (* 1935; † 31. Oktober 2004) war ein deutscher Opernsänger (Bariton).

## Leben
Schulz begann seine Bühnenkarriere 1965 am Theater Chemnitz mit Partien wie Beckmesser, Germont, Boris Godunow, Danton und Falstaff. Seine letzten Auftritte hatte er in der „Fledermaus“, in „Der Weg der Verheißung“ sowie in den Märchenstücken „Cendrillon“, „Traumfresserchen“ und „Hänsel und Gretel“.
Schulz wurde mit dem Titel Kammersänger geehrt.
Egon Schulz starb am 31. Oktober 2004 kurz vor seinem 70. Geburtstag nach langer schwerer Krankheit.